# Limburger Dom

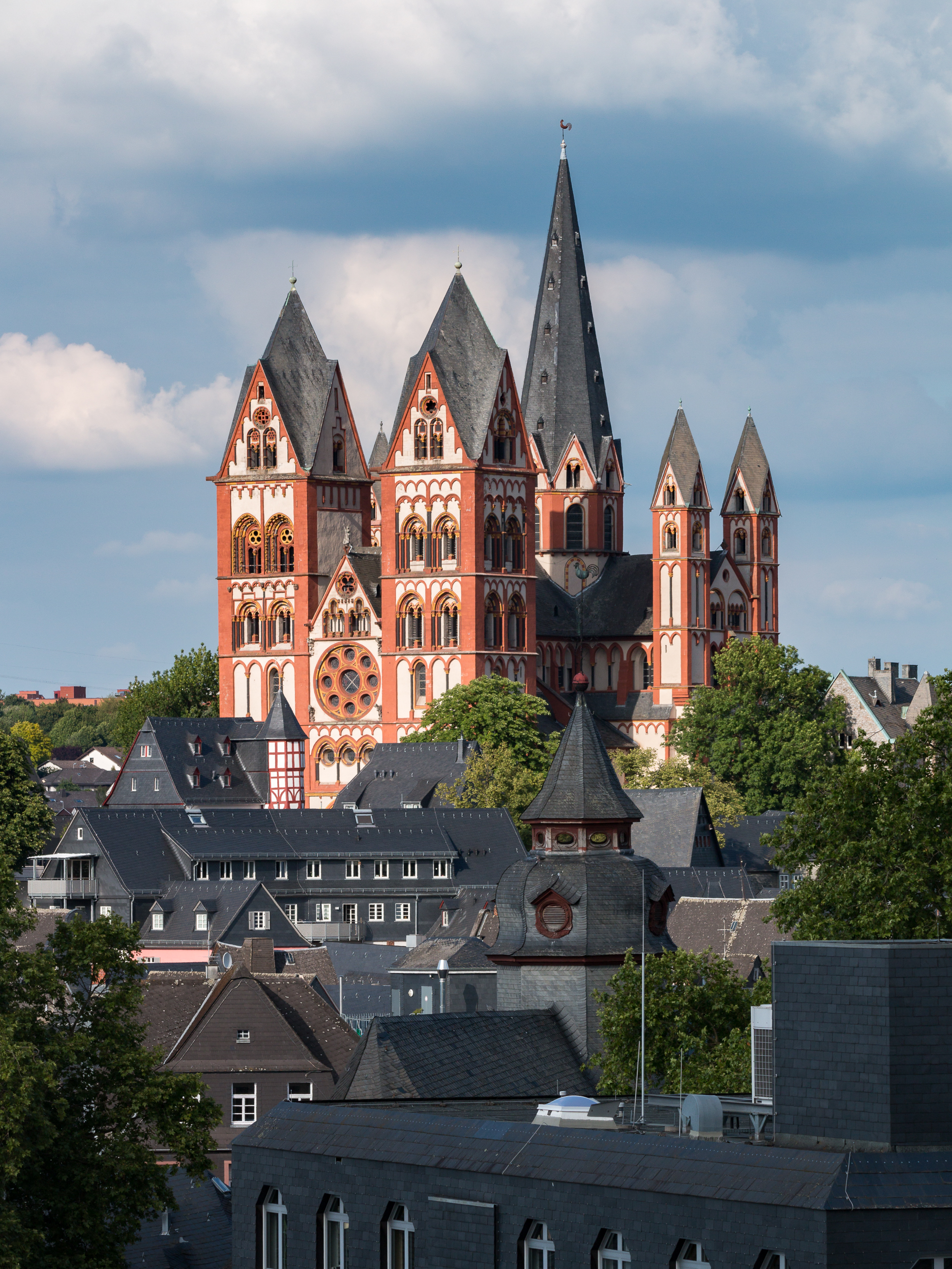
Limburger Dom von Südwesten

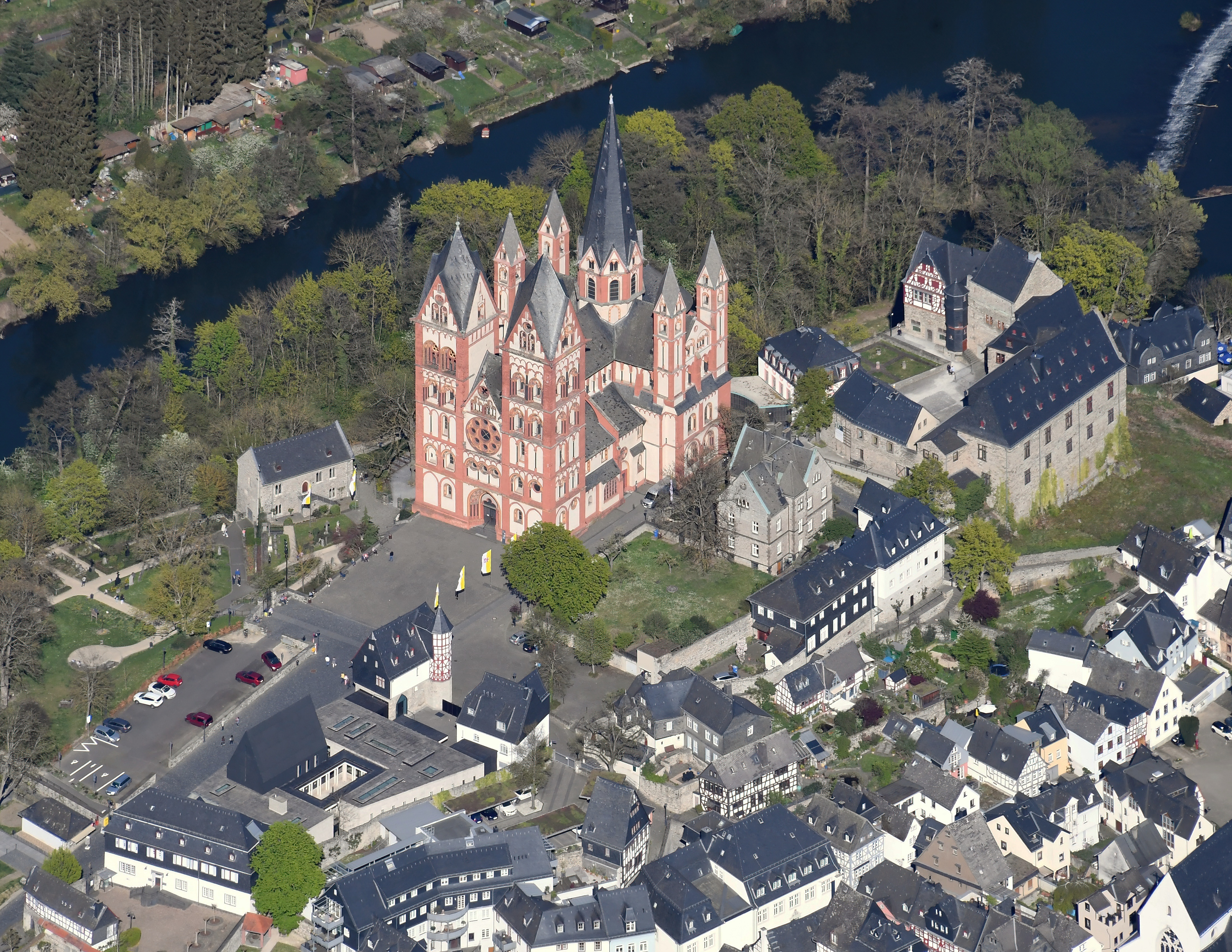
Luftaufnahme des Doms, daneben ist rechts das Dompfarrhaus vor der Burg Limburg zu sehen, am Domplatz Haus Staffel, im Hintergrund die Lahn

Der Limburger Dom, nach seinem Schutzpatron St. Georg auch Georgsdom genannt, ist seit dem Jahr 1827 die Kathedralkirche des Bistums Limburg und thront oberhalb der Altstadt von Limburg an der Lahn neben der Burg Limburg. Die hohe Lage auf dem Kalkfelsen oberhalb der Lahn sorgt dafür, dass der Dom weithin sichtbar ist. Er hat sieben Türme, mehr als jede andere Kirche in Deutschland.
Die heutige Gestalt entstand durch den frühgotischen Umbau einer frühromanischen Basilika. Ungeachtet seiner erst im 21. Jahrhundert aufgedeckten besonderen Baugeschichte fügt sich der Gesamteindruck des Bauwerks in den rheinischen Übergangsstil. Als dessen glänzendsten Vertreter bezeichnete ihn 1860 Wilhelm Lübke. Den frühgotischen Charakter beschrieb schon Georg Dehio 1911.

## Politische Geschichte
Am 10. Februar 910 stellte König Ludwig das Kind eine Schenkungsurkunde über den Fronhof Brechen und die dortige Kirche für die Gründung eines Chorherrenstifts aus, um die sich der damalige Gaugraf des Niederlahngaus, Konrad Kurzbold (etwa 885–948), bemüht hatte. Wohl kurz danach begann die Errichtung des direkten Vorgängerbaus der heutigen Kirche. Das Georgspatrozinum war bei Kirchengründungen seit dem späten 9. Jahrhundert im nördlichen Kontinentaleuropa weit verbreitet. Die ersten Limburger Georgsreliquien dürften aus Mainz gekommen sein. Die vormalige Limburger Mutterkirche St. Laurentius wurde mitsamt ihren Besitzungen zur Gründung oder kurz darauf in das Stift eingegliedert.
Die Gründung war Teil einer Kampagne der Konradiner, in deren Verlauf in der Lahnregion vor Limburg auch die Stifte Kettenbach (845), Gemünden (879) sowie nach Limburg Weilburg (912) und Wetzlar (914/15) gegründet wurden. Neben der religiösen Motivation dürfte für die Wahl Limburgs die räumliche Nähe zur Burg Limburg, die den Lahnübergang beherrschte, entscheidend gewesen sein. Konrad Kurzbold verwaltete diese Burg als Gaugraf lediglich im Auftrag des Königs. Das Stift hingegen gründete er auf eigene Initiative und erhielt dadurch für seine Familie eine zudem religiös gefestigte eigenständige Machtstellung am Ort.
Auch nachdem im Jahr 912 die Kaiserwürde nicht mehr im Haus der Konradiner ruhte, gab es weitere kaiserliche Zuwendungen zum Stift Limburg. So sind von Otto I die Schenkung eines Guts in Niederzeuzheim an das Stift und die Aufnahme in den Königsfrieden überliefert. Letztere war mit der Verfügung verbunden, das Stift in der Erbfolge Konrad Kurzbolds zu belassen. Auch Konrad selbst stattete das Stift aus seinem Eigengut aus. Aus diesem stammten die Zehnten der Pfarrei Camberg und ihrer Filialen, die zur wichtigsten Einnahmequelle des frühen Stifts wurden.
In der zweiten Hälfte des 10. Jahrhunderts verloren die Konradiner im Verlauf ihres Niedergangs die Grafenwürde im Niederlahngau, konnten sich jedoch vorerst als Vögte des Stifts und der Burg Limburg sowie damit als Stadtherren halten. Später schloss sich ein heute nicht mehr klar fassbarer Prozess an, der von den Konradinern über die Häuser Gleiberg-Luxemburg, Peilstein und Leiningen reichte und schließlich wohl 1219 in der Übernahme von Burg- und Stiftsvogtei durch die Herren von Ysenburg mündete. Unmittelbar übte der Ysenburger Zweig der Herren von Limburg, der von spätestens in den Jahren 1258 bis 1406 auf der Burg residierte, die Vogtei aus.
Im Stift selbst hatten die Kanoniker im 11. Jahrhundert das enge Zusammenleben aufgegeben. Im 12. Jahrhundert spielte das Erzbistum Mainz eine dominierende Rolle und scheint auch die Macht des Vogts weitgehend zurückgedrängt zu haben. Zu Beginn des 13. Jahrhunderts kam es zu Konflikten zwischen dem vom Mainzer Erzbischof eingesetzten Propst und dem Stiftskapitel, bei denen auch der zunehmende Einfluss des Erzbistums Trier eine Rolle spielte. In einem Abkommen mit Trier bewahrte sich Mainz 1235 das formale Recht zur Besetzung der Propstei, der Propst musste aber wichtige Güter an das Stiftskapitel abtreten und verlor damit weitgehend seine Einflussmöglichkeiten auf das Stift. Der Trierer Erzbischof hatte sich durch seine Rolle als Schiedsrichter in diesem Konflikt sowie durch die Ausführung der Weihe der erweiterten Kirche eine dominierende Rolle verschafft. Dies entsprach der Strategie der Ostexpansion Triers, das sich zuvor bereits das Stift Montabaur gesichert hatte. Möglicherweise steht dies auch im Zusammenhang mit dem Übergang der Vogtei an die Isenburger, die aus dem Trierer Einflussgebiet stammen. Ebenso lässt sich nicht genau bestimmen, wie weit damit Voraussetzungen für die 1407 erfolgte Integration Limburgs in den Trierer Kurstaat geschaffen wurden.
Im Zuge der Säkularisation wurde das Stift (wie zahlreiche weitere Klöster und Stifte) 1802 durch die Fürsten von Nassau-Usingen aufgehoben. Die Besitzergreifung und Aufhebung erfolgte im Vorgriff auf den Reichsdeputationshauptschluss, der dem Haus Nassau die Klöster als Ersatz für den Verlust der linksrheinischen Grafschaft Nassau-Saarbrücken zuwies. Nach der Säkularisation wurde der Dom als Pfarrkirche genutzt. Im Jahr 1827 wurde anlässlich der Neuumschreibung der katholischen Diözesen in Deutschland nach dem Wiener Kongress das eigenständige Bistum Limburg gegründet. Dieses umfasste das Gebiet des Herzogtums Nassau und die freie Stadt Frankfurt. Sitz des Bischofs wurde Limburg. Die ehemalige Stiftskirche St. Georg wurde in den Rang einer Kathedrale erhoben.

## Baugeschichte

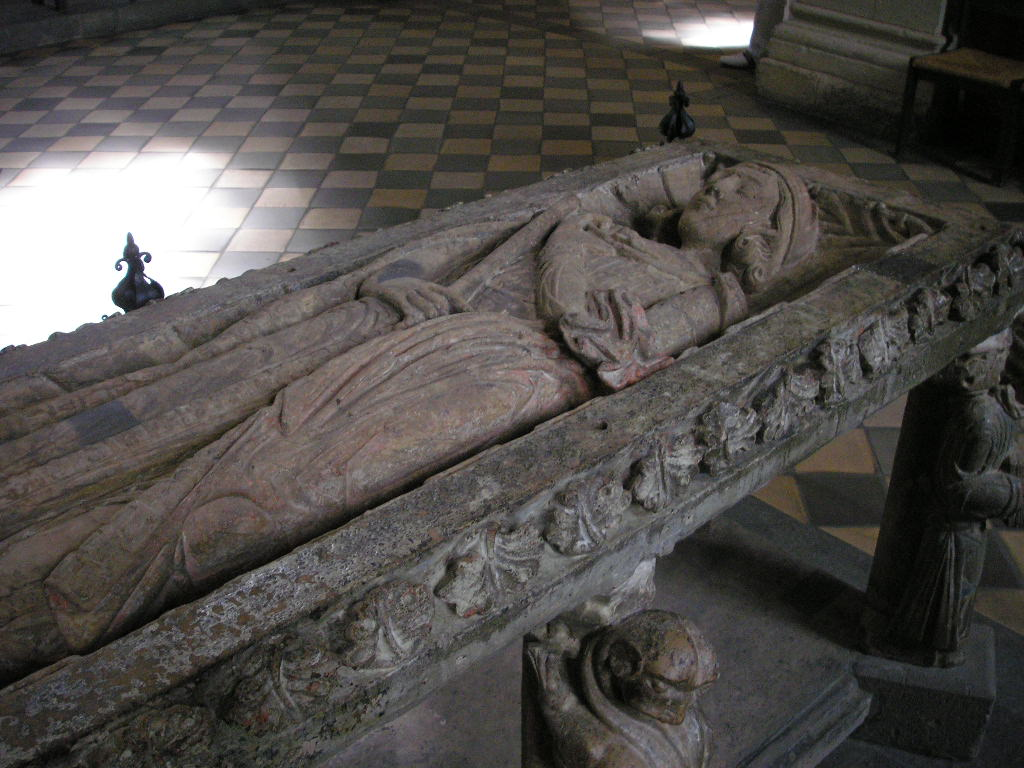
Tischgrab von Graf Konrad Kurzbold, der die Stiftsgründung erwirkt hatte (Unterbau mit Trägerskulpturen 11., Platte mit Liegeskulptur 13. Jh.)

Wann die erste Kirche auf dem „Limburger Felsen“ über der Lahn gebaut wurde, lässt sich nicht mehr exakt ermitteln. Laut einer Nachricht im Nekrolog des Kastorstifts in Koblenz soll bereits Erzbischof Hetti von Trier (814–847) in „Lympurgensis“ dem heiligen Georg eine Kirche geweiht haben.
Für einen Kirchenbau des 9. Jahrhunderts sprechen allenfalls indirekt archäologisch ergrabene Bestattungen aus der Karolingerzeit unter der heutigen Kirche im Umfeld der Michaeliskapelle. Reste des Baus fehlen jedoch ebenso wie Hinweise auf genaue Lage und sein Patrozinium. Da die genannte Weihenachricht zudem erst im 16. Jahrhundert niedergeschrieben wurde, ist der Bau in seiner Gesamtheit in der Forschung umstritten.

### Vorromanik
Wohl bald nach der Gründung des Stiftes begann der Bau der Stiftskirche. Dafür spricht auch die Nennung des Patroziniums des heiligen Georg in einer Schenkungsurkunde Kaiser Ottos I. aus dem Jahr 940. Damals war die vorromanische Kirche sehr wahrscheinlich schon fertiggestellt.

### Frühromanik und Frühgotik

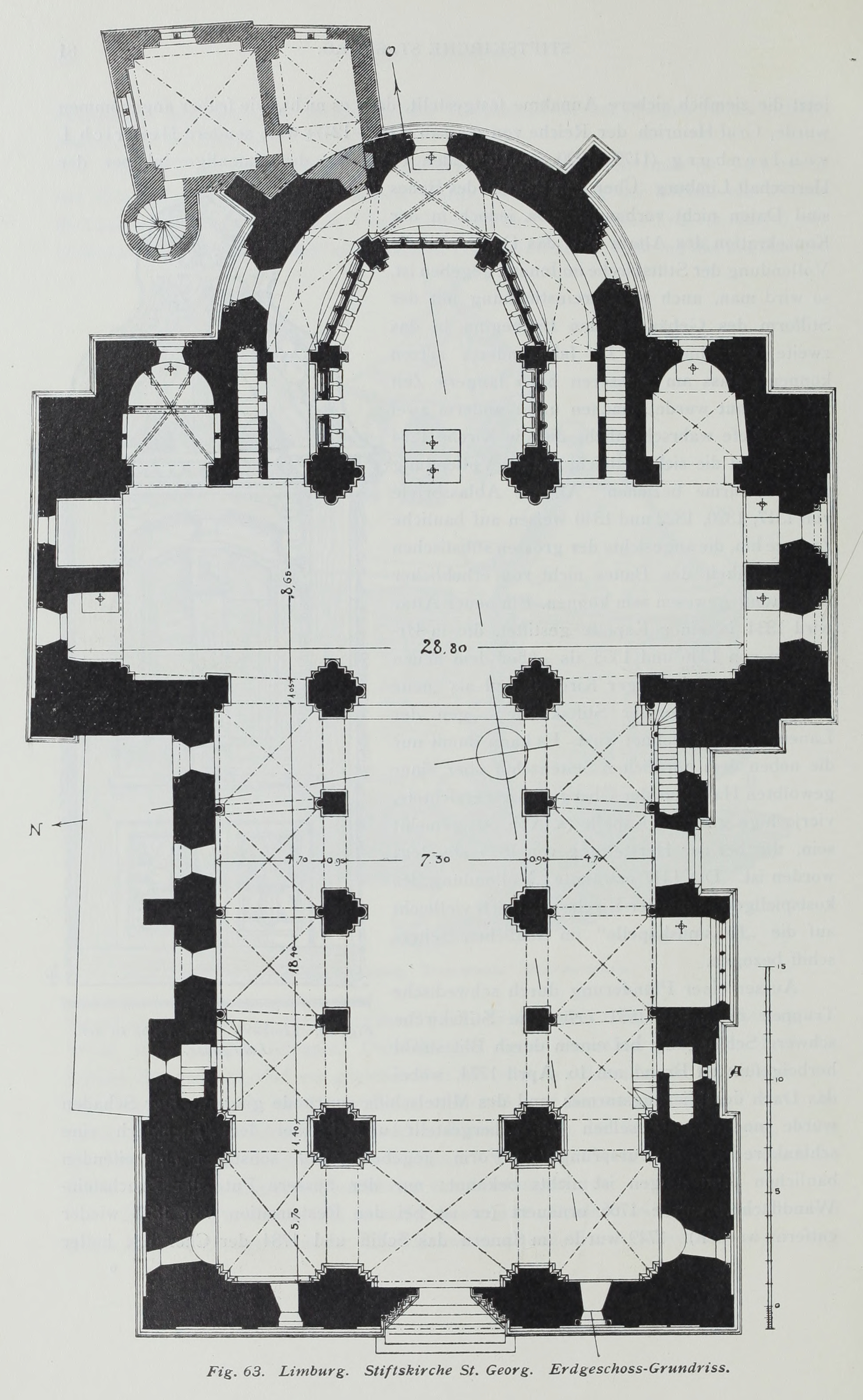
Grundriss

Im 11. Jahrhundert wurde auf der felsigen Kuppe eine frühromanische Pfeilerbasilika errichtet, in der der Vorgängerbau als Langhaus erhalten blieb. Das zugehörige Oratorium wurde einer dokumentierten, aber heute nicht mehr sichtbaren Inschrift zufolge im Jahr 1058 geweiht. Im Domschatz gibt es ein Bleireliquiar aus dem 11. Jahrhundert in Form eines schematischen Kirchenmodells mit einer Inschrift, die einen Grafen Heinrich als Gründer und Erbauer des neuen „templum“ würdigt.
Diese Basilika hatte außer ganz im Osten schon die gleiche Ausdehnung wie die heutige Kirche und große Teile der Außenmauern, von den Westtürmen bis zu den Ostkapellen an den Querhausarmen, stammen bis in Höhe des Emporengeschosses von ihr. Die Kapellen am Querhaus sind die Stümpfe abgebrochener Chortürme. Nur der Chorumgang wurde beim frühgotischen Umbau neu errichtet. Untere Teile der alten Chorwand mit steinernen Wandbänken sind unter den Arkaden des Hochchors erhalten.
Wie dendrochronologische Befunde zeigen, begann vor 1190 dann der Umbau, dem der Limburger Dom seine heutige Gestalt verdankt. Das sind nur etwa zehn Jahre Zeitverzug gegenüber dem Baubeginn der Kathedrale von Laon, die man sich bei der Gestaltung des Innenraums der Limburger Emporenbasilika zum Vorbild nahm. Wie diese hat der Limburger Dom sowohl Emporen, in Frankreich Kennzeichen der ersten Stilphase, genannt Gothique primitif, als auch fensterlose Triforien, in Frankreich Kennzeichen des Gothique classique.

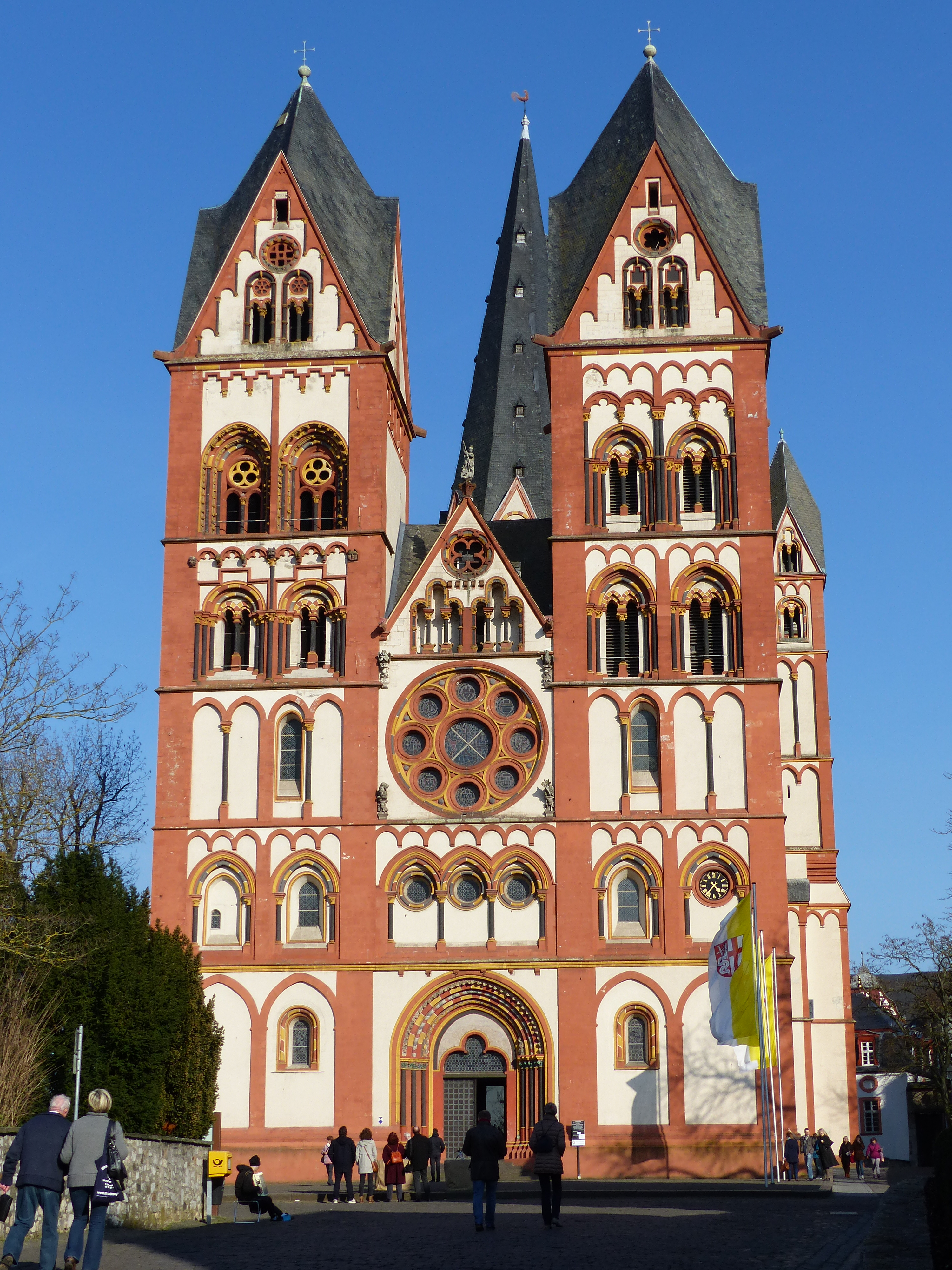
Westfassade mit Hauptportal

Die alten Außenmauern wurden mit neuen, gotischen Fensteröffnungen versehen. In den Westtürmen zeigen Bearbeitungsspuren, dass man die eine oder andere Fenstervergrößerung wegen statischer Probleme abgebrochen hat. Die asymmetrische Lage des heutigen Westportals wird als Kompromiss bei der Verbreiterung des vorherigen, romanischen Eingangs gedeutet. Auch die Abstützung neuer Gewölbe an den alten Mauern erforderte Kompromisse: Die Kreuzrippengewölbe von Chorumgang und Chorempore weisen Unregelmäßigkeiten auf, die man bei Neubauten jener Zeit so nicht findet. Ähnlich ist es mit den schief eingebauten Strebebögen des Langhauses. Auch zeigen sich bei den Abständen der Pfeiler des Mittelschiffs Unregelmäßigkeiten und das Triforium scheint zunächst nicht im Bauplan angelegt, dann aber bei bereits laufendem Bau hinzugefügt worden zu sein. Eine mögliche Erklärung für die Unregelmäßigkeiten des Kirchenbaus ist der Versuch, das Stiftergrab des Konrad Kurzbold weiter so gut wie möglich im Zentrum zu halten, um daraus religiöse und politische Legitimation zu ziehen. Das alte konradinische Langhaus, das in etwa die Fläche des Mittelschiffs des heutigen Langhauses einnahm, wurde im Verlauf dieser Bauphase niedergelegt.

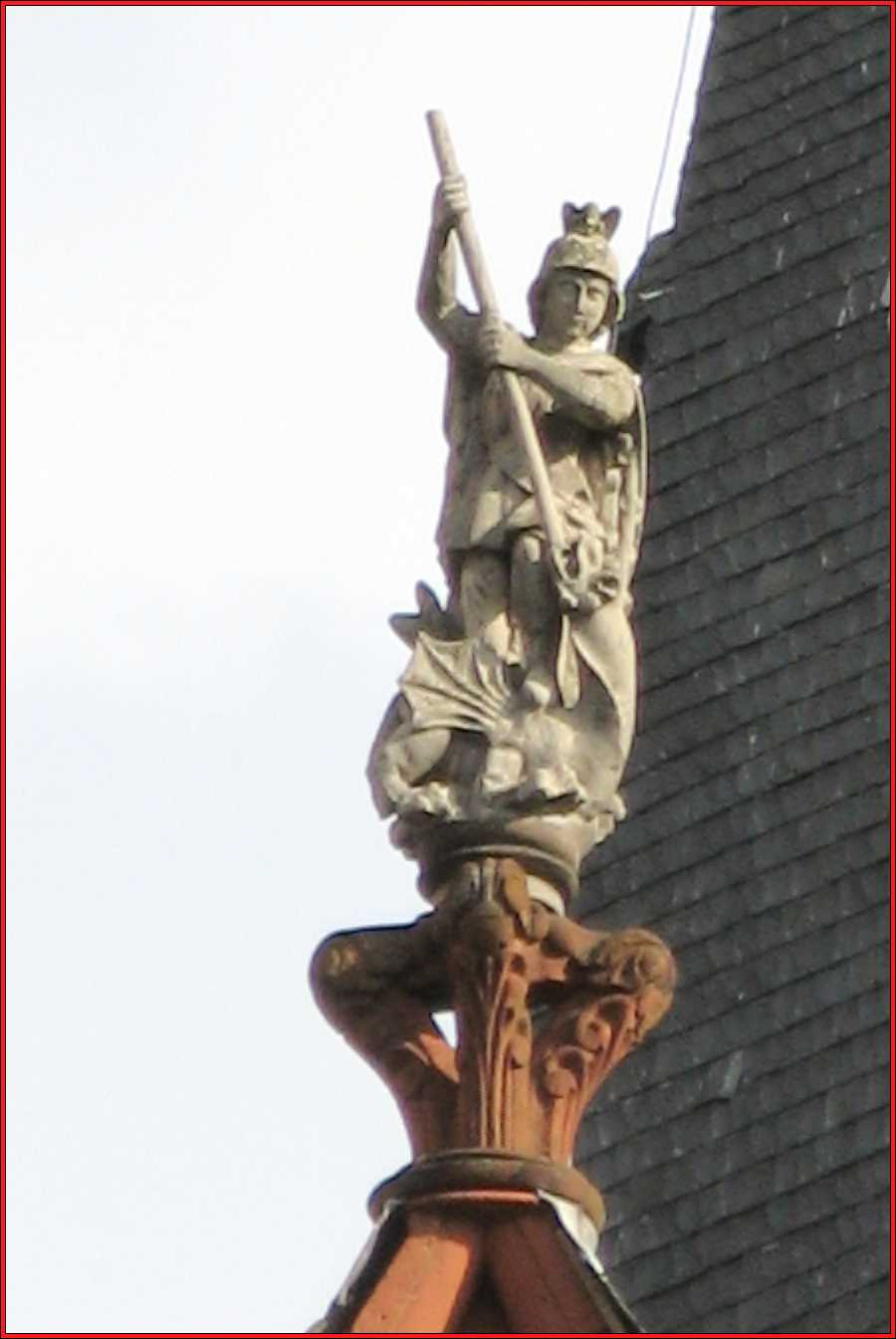
Patron St. Georg auf dem Westgiebel

Im Jahr 1230 war der Bau einer der wichtigsten Kirchen im damaligen Erzbistum Trier weitgehend fertiggestellt. Die Weihe vollzog 1235 der Trierer Erzbischof Theoderich von Wied. Kirchenheilige waren St. Georg und Nikolaus von Myra. Als Träger des Umbaus ist zunächst das Chorherrenstift anzusehen. Erstmals ist auch eine Beteiligung der Limburger Stadtbürgerschaft nachweisbar. Diese schlägt sich unter anderem im aufgekommenen Patrozinium des Heiligen Nikolaus nieder, einem typischen Heiligen der Kaufmannschaft, und in der Ersterwähnung eines Pfarraltars für die Stadt Limburg im Jahr 1227, also etwa zum Abschluss der Baukampagne. Daneben war das Geschlecht der Isenburger am Bau beteiligt. Es hatte Verbindung zu der Abtei Premontre bei Laon.

### Veränderungen nach dem 13. Jahrhundert
Die felsige Hügelkuppe war im 13. Jahrhundert noch etwas geräumiger als heute. Immer wieder aber kam es zu Felsabbrüchen, bei denen, wie zuletzt im Jahr 1770, manchmal auch ganze Gebäude in die Tiefe stürzten.
Die Ecktürme der Querhäuser werden als Ausdruck einer Planänderung angesehen. Ausgeführt wurden im 13. Jahrhundert nur die beiden nördlichen, erst 1863 die beiden südlichen.
Zehn Jahre später, bei der Restaurierung der 1870er Jahre, wurde das an das nördliche Seitenschiff angebaute Kapitelhaus abgerissen. Die nun neu freiliegende Außenwand wurde, abweichend vom gotischen Umbau des frühen 13. Jahrhunderts, neoromanisch gestaltet. Bei derselben Restaurierung wurde jeder Außenputz abgeschlagen. Das zutage tretende Mauerwerk war sehr uneinheitlich, da im 13. Jahrhundert hier kein Sichtmauerwerk vorgesehen war. Schon bald begannen die Mauern Schaden zu nehmen. 1906 erfolgte eine ausführliche fotografische Erfassung des Gemäuers, die baugeschichtlich wichtige Details des Mauerwerks erkennen ließ, die infolge der fortschreitenden Verwitterung nach dem Mittelalter nicht aufgefallen waren. Ab etwa 1930 wurde eine Wiederverputzung erwogen und an einzelnen Stellen erprobt. Die konsequente Neuverputzung sowie die Farbgebung nach mittelalterlichem Vorbild erhielt der Dom 1968–1972.
Der Dom ist ein Kulturdenkmal aufgrund des Hessischen Denkmalschutzgesetzes.

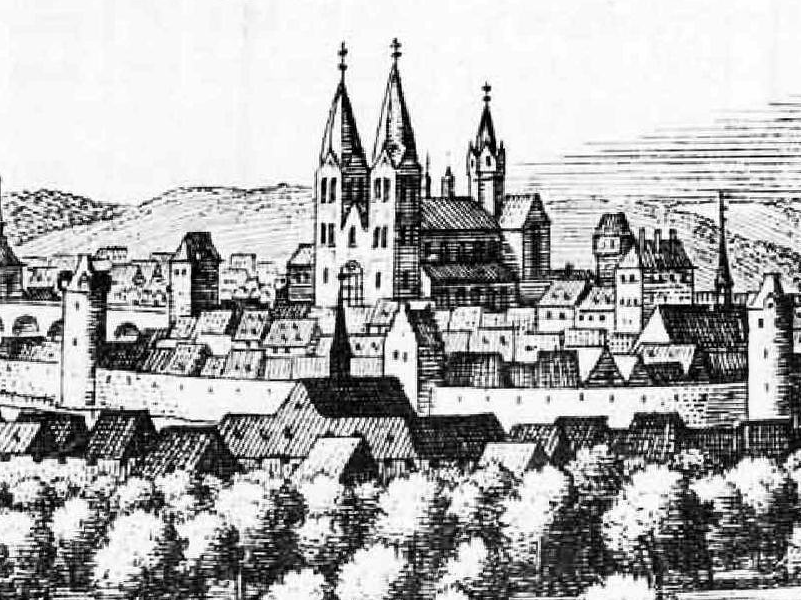
Limburg 1645 (Topographia Germaniae) – Dom noch ohne Türme am Südquerhaus
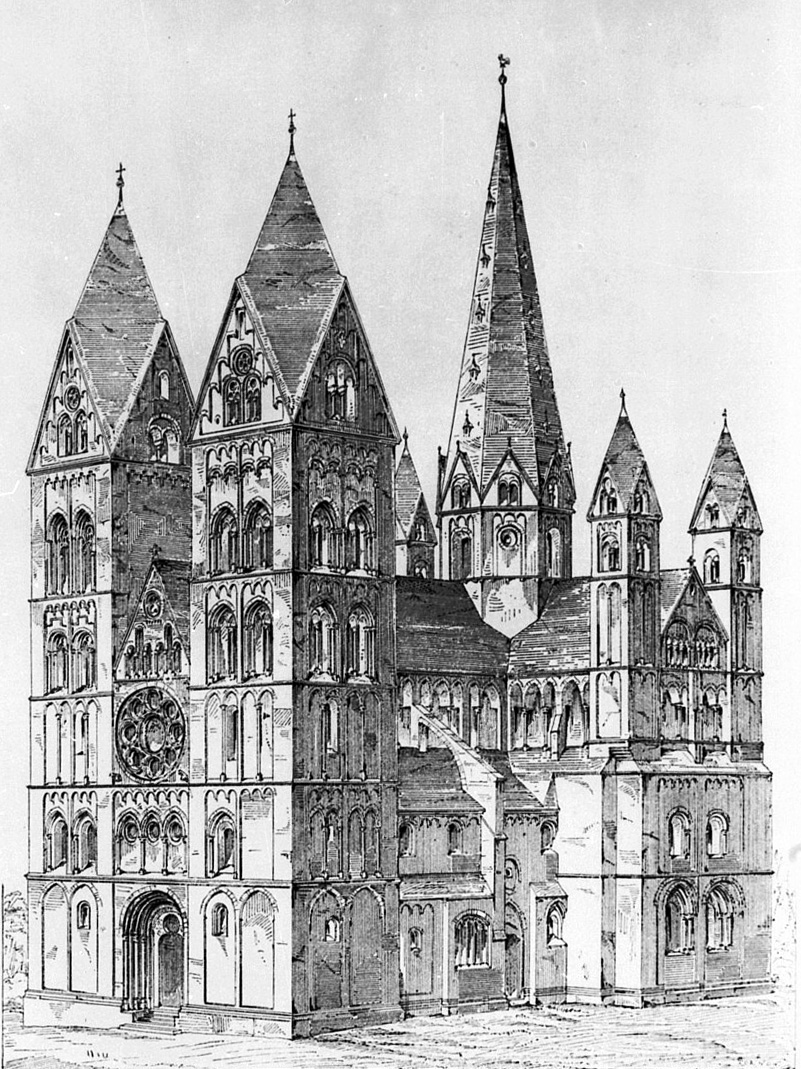
Dom 1884 von Südwesten, mit den 1863 ausgeführten Südtürmen
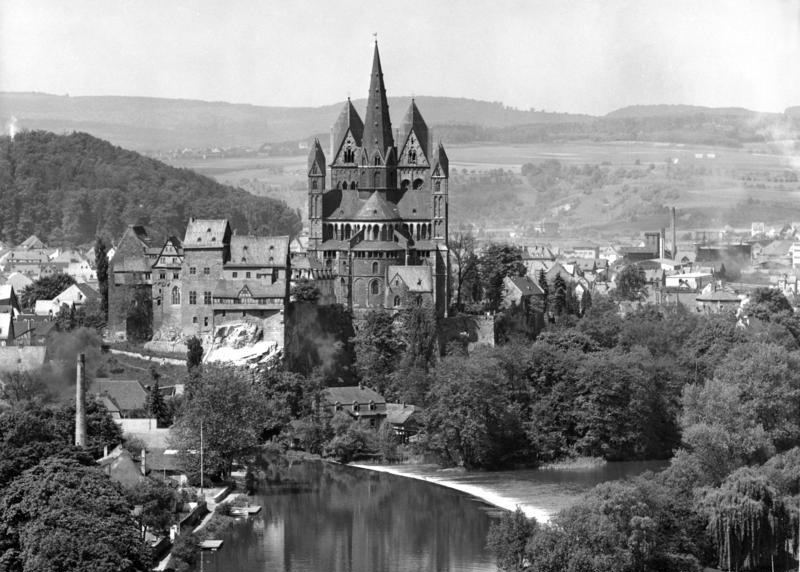
Steinsichtiger Dom 1961

## Architektur

### Baukörper

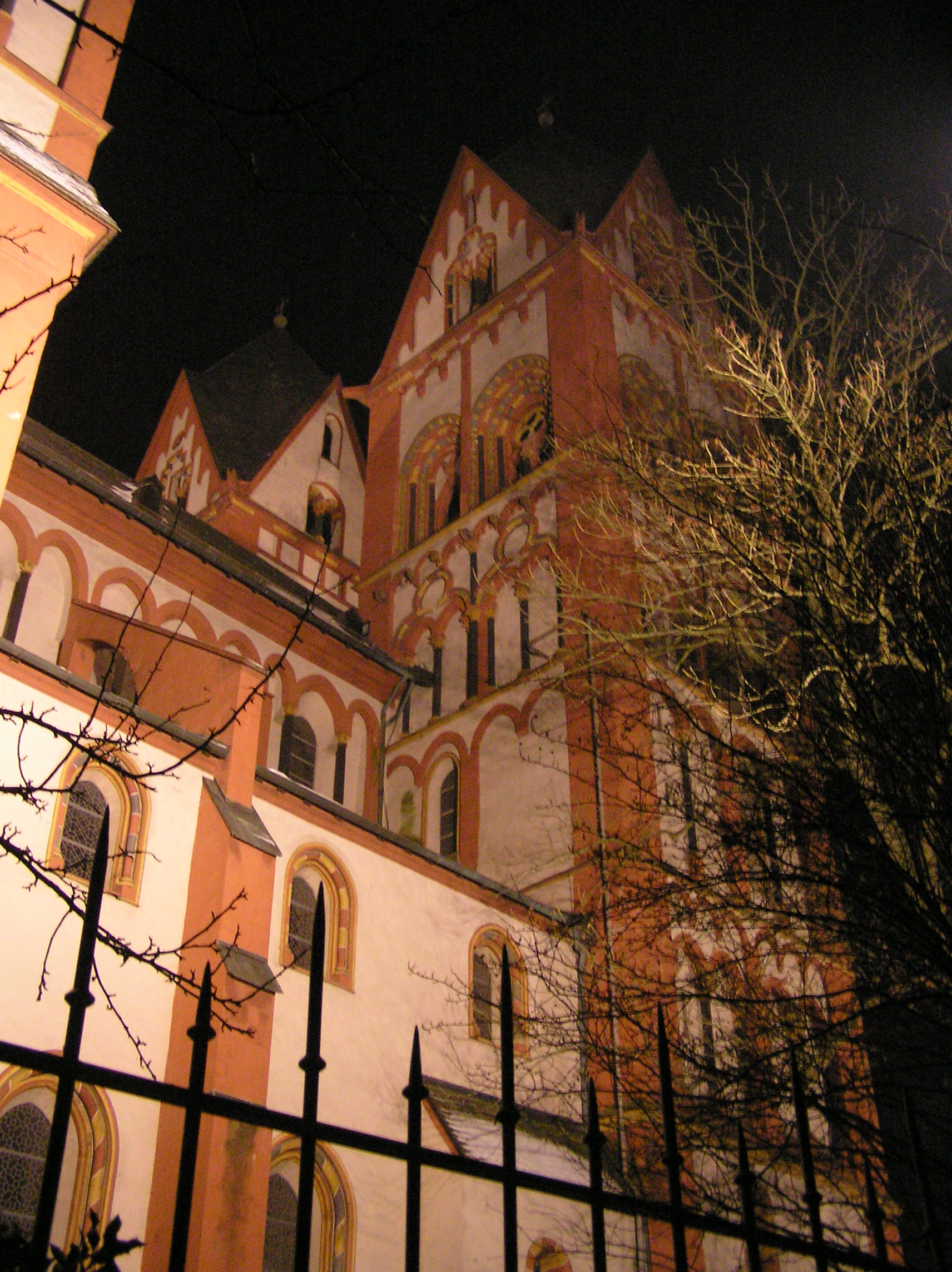
Langhaus lahnseits von Norden

Der Dom ist eine dreischiffige Basilika, die romanische und frühgotische Elemente verbindet. Er verfügt über eine westliche Vorhalle und einen halbrunden Chor mit Chorumgang. Die äußeren Ausmaße muten mit 54,5 Metern Länge und 35,4 Metern Breite eher bescheiden an. Der Baukörper ist reich gegliedert und aus ihm wachsen sieben Türme heraus. Die Zahl Sieben steht unter anderem für die Anzahl der Sakramente. Die beiden großen Türme an der Westseite ragen 37 Metern empor und bilden die markante Doppelturmfassade; solche Doppelturmfassaden findet man im Rheinland oft, beispielsweise in Xanten, Andernach oder Koblenz. Der achteckige spitze Turm über der Vierung in der Mitte überragt alle anderen. Die heutige Höhe von 66 Metern erhielt er allerdings erst, als er nach einem Blitzeinschlag im Jahr 1774 um 6,5 Meter erhöht wurde. Die Ecktürme am südlichen Querhaus wurden 1863 errichtet.

### Äußeres und Fenster
Die Westfront ist fünfgeschossig gegliedert. Das Westportal mit seinem mehrstufigen Gewände erweist sich bei genauer Betrachtung schon als spitzbogig. Die Erdgeschossfenster zu beiden Seiten haben noch schlichte romanische Rundbögen.

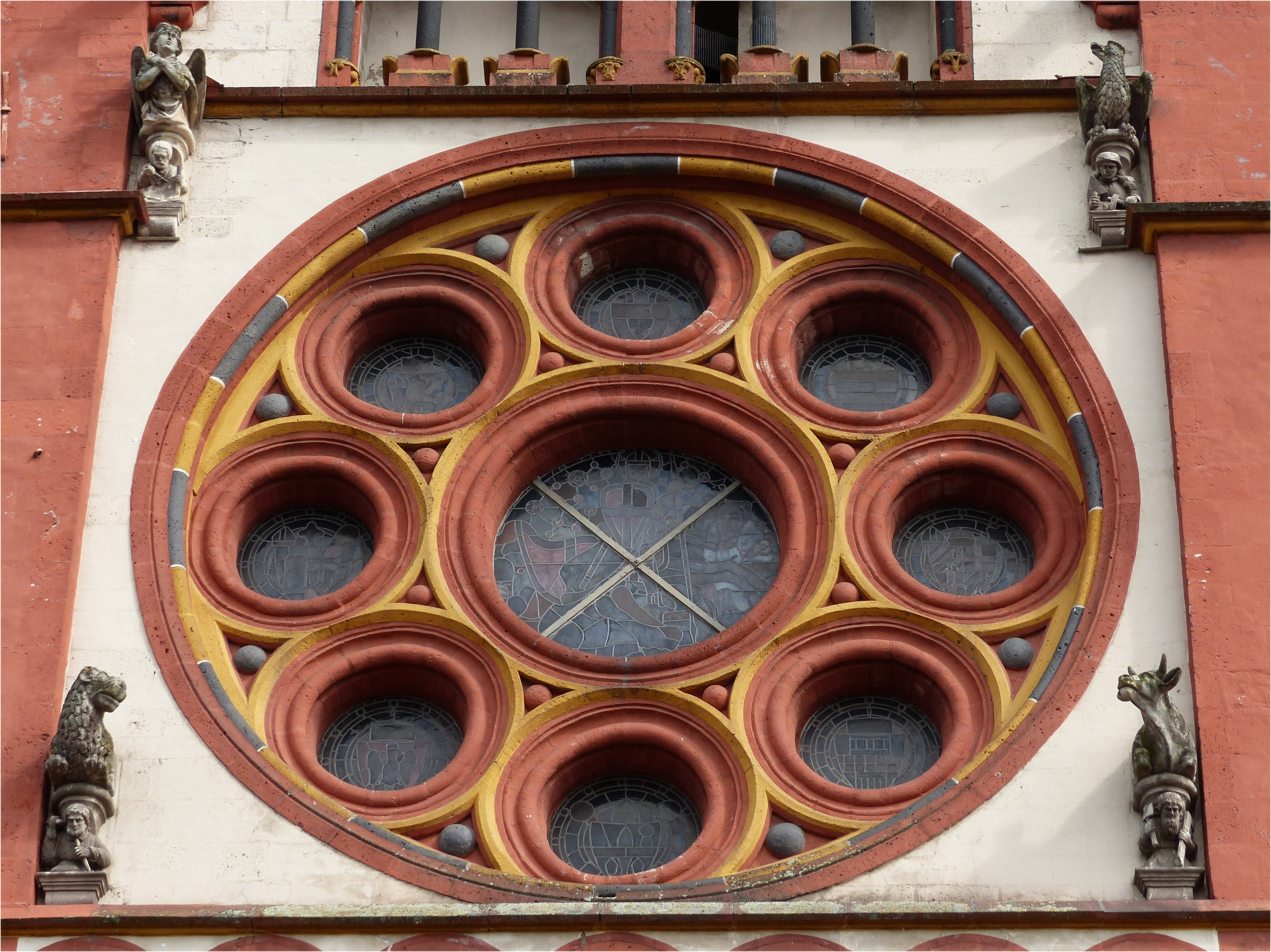
Rosenfenster mit robuster Unterteilung; in den Ecken Symbole und Köpfe der vier Evangelisten

Die Rosette zwei Geschosse oberhalb des Portals erstrahlt über drei kleineren zentralen Rundfenstern im 2. Geschoss. Verglichen mit etwa zeitgleich geschaffenen Rosenfenstern an der Kathedrale von Laon und am Bremer Dom (dort auf dem Stadtsiegel von 1230 dargestellt), die schon mit Maßwerk gegliedert waren, ist die Konstruktion vergleichsweise einfach. Von innen wird das Rosenfenster heute zur Hälfte durch die Hauptorgel verdeckt. Die Doppeltürme zeigen reichhaltige Variationen an Formen und Bauelementen in ihren Rund- und Spitzbogenfriesen, Lisenen, Säulchen, Archivolten, Fenstern und Blendbögen. Die beiden Obergeschosse des Südturms haben frühgotische Fenster, am Nordturm hat das untere Obergeschoss romanische Fenster, das obere ausgereift gotische Fenster mit Maßwerk.
Die heutige Farbgebung der Ende der 1960er Jahre erneut verputzten Fassaden orientiert sich an Farbspuren aus der Zeit vor 1872.

### Kirchenraum

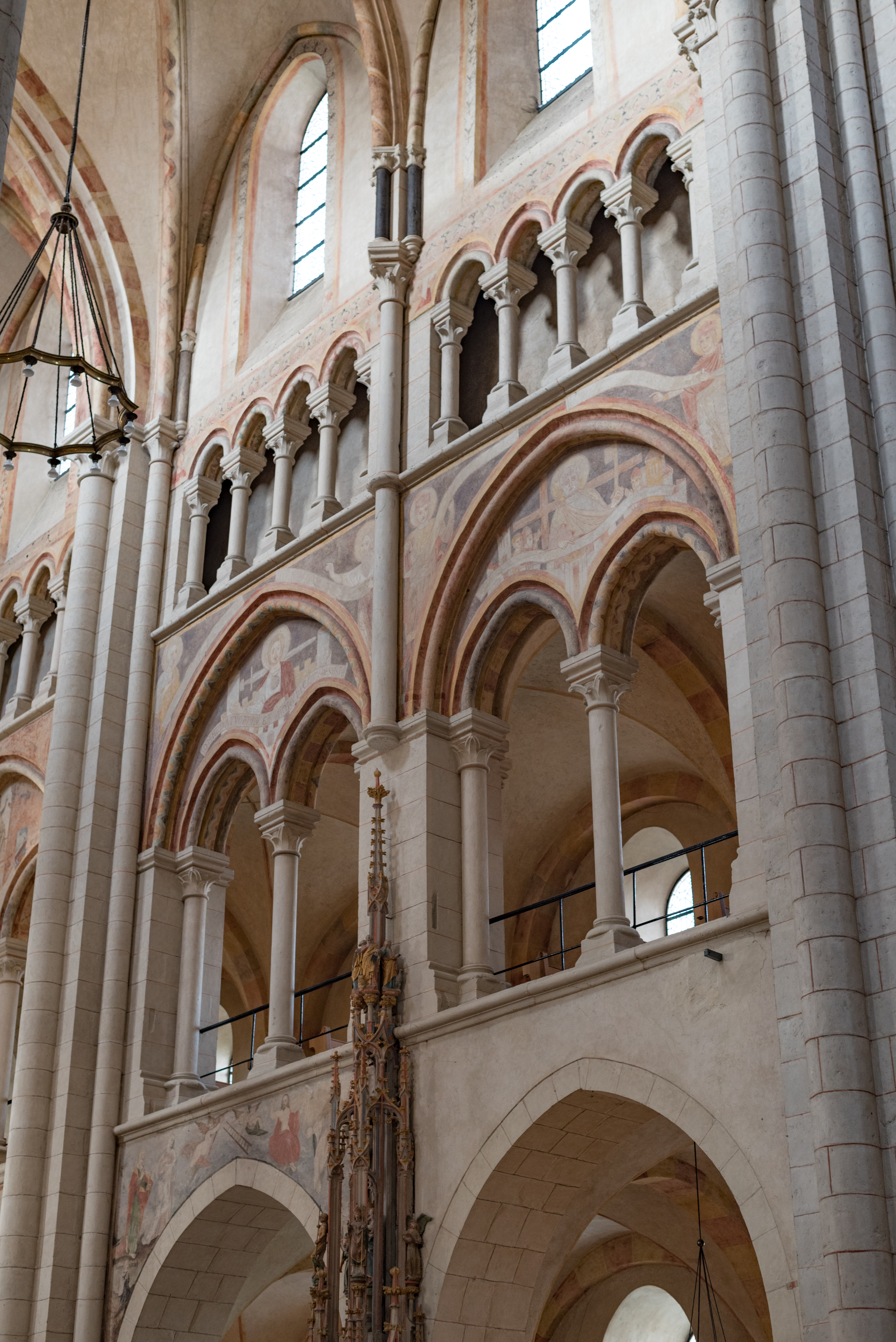
Südseite des Mittelschiffs mit Arkaden der Emporen, Triforium und Obergaden

Das Mittelschiff der Emporenbasilika hat mit den Triforien über den Arkaden der Emporen und unter den Obergaden einen gotischen Aufbau. Auch seine sechsteiligen Kreuzrippengewölbe sind gotisch. Bei den Gewölben über den Seitenschiffen (unter den Emporen) und den Gewölben über den Emporen gibt es einen Unterschied zwischen Langhaus und Chor: Die Seitenbereiche des Langhauses haben, abweichend vom Vorbild in Laon, rundbogige Kreuzgratgewölbe nach romanischer Art, Chorumgang und Chorempore hingegen spitzbogige Rippengewölbe in gotischem Stil.
Die Pfeiler an den Ecken der Doppeljoche haben noch romanische Querschnitte aus einem quadratischen Kern mit vorgesetzten Halbsäulen. Ganz ausgereift gotisch sind allerdings auch die Pfeiler des Vorbilds in Laon nicht. Die Gestaltung der Kapitelle schwankt zwischen eher romanischen und mehr gotischen Formen.

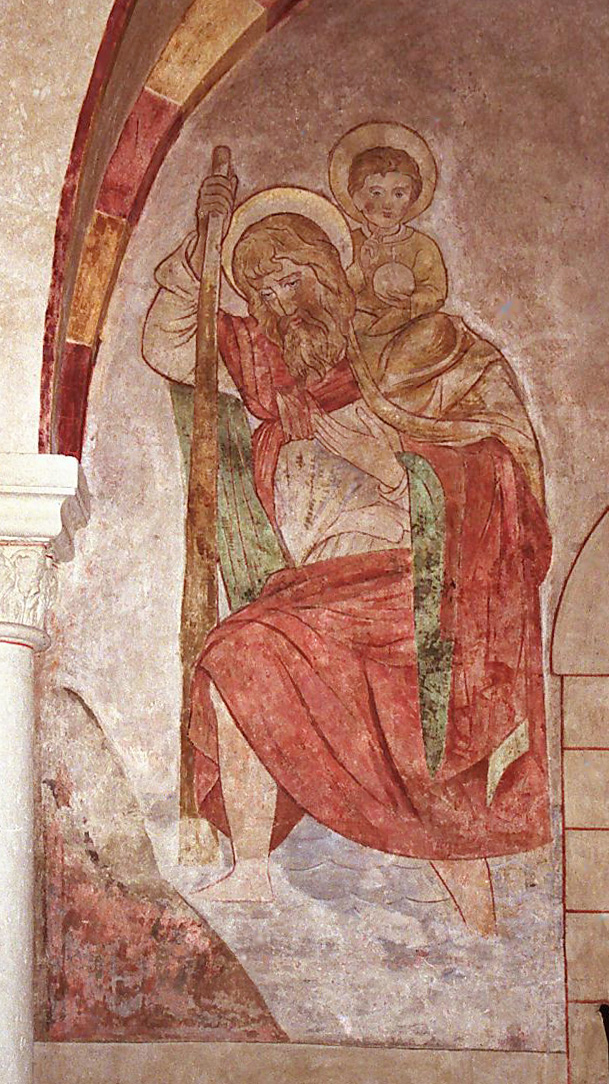
Spätgotisches Wandgemälde des Christophorus im Seitenschiff

Die Innenwände von St. Georg in Limburg haben zu drei Vierteln noch ihren mittelalterlichen Putz, der teils frühgotische Fresken trägt. Sie sind nach Restaurierungen der 1970er und 1980er Jahre noch weitgehend im Original zu sehen. Am Eingang zur Vierung stehen die Kirchenpatrone Georg und Nikolaus in einer Deesisgruppe zu beiden Seiten Christi. Einige Gemälde stammen aus der Zeit um 1600: In den östlichen Jochen das Bild des Hieronymus oder die Darstellung des Erasmus in der gleichnamigen Kapelle. Am Eingang zur Valentinskapelle ist Christophorus dargestellt (17. Jahrhundert). Auch in späteren Jahrhunderten hat es Ergänzungen gegeben, zum Beispiel eine als Kriegerdenkmal hinzugefügte Szene mit den Soldatenheiligen Martin, Sebastian, Mauritius, Ferrutius, Barbara und Georg von 1935. Auch der in dieser Zeit tätige Restaurator Willy Weyres und der Maler Rudolf Fuchs haben ihre Bildnisse hinterlassen.
Darüber hinaus sind im Innenraum verschiedene Ausstattungsstücke aus dem Mittelalter zu finden. Hierzu gehören eine Pieta (um 1470), ein Sakramentshaus (1498), die lächelnde Kölner Sitzmadonna aus der Hochgotik, ein romanischer Altar von 1235 in der alten Marienkapelle und der Annenaltar (um 1500) aus der Sammlung des Frankfurter Stadtpfarrers Ernst Franz August Münzenberger.
Unterhalb einer Kapelle im südlichen Querhausarm wurde 1913 eine Gruft für die Bischöfe eingerichtet. Es handelt sich um einen unterirdischen Raum, dessen Zugang von einer in den Boden eingelassenen Bronzeplatte bedeckt wird. In der Bischofsgruft wurden die Bischöfe Dominikus Willi († 1913), Augustinus Kilian († 1930), Antonius Hilfrich († 1947), Ferdinand Dirichs († 1948), Wilhelm Kempf († 1982) und Franz Kamphaus († 2024) direkt beigesetzt, wobei die eigentlichen Särge aus Gründen des Feuchtigkeitsschutzes in solche aus Metall eingelassen wurden. Die Bischöfe Peter Joseph Blum († 1884) und Karl Klein († 1898) wurden 1976 in die Gruft umgebettet. Nach der Beisetzung von Bischof Franz Kamphaus stehen noch zwei weitere Plätze für Bestattungen zur Verfügung, wobei die Möglichkeit besteht, im zentralen Bereich der Gruft bis zu drei weitere Grabstellen zu schaffen.

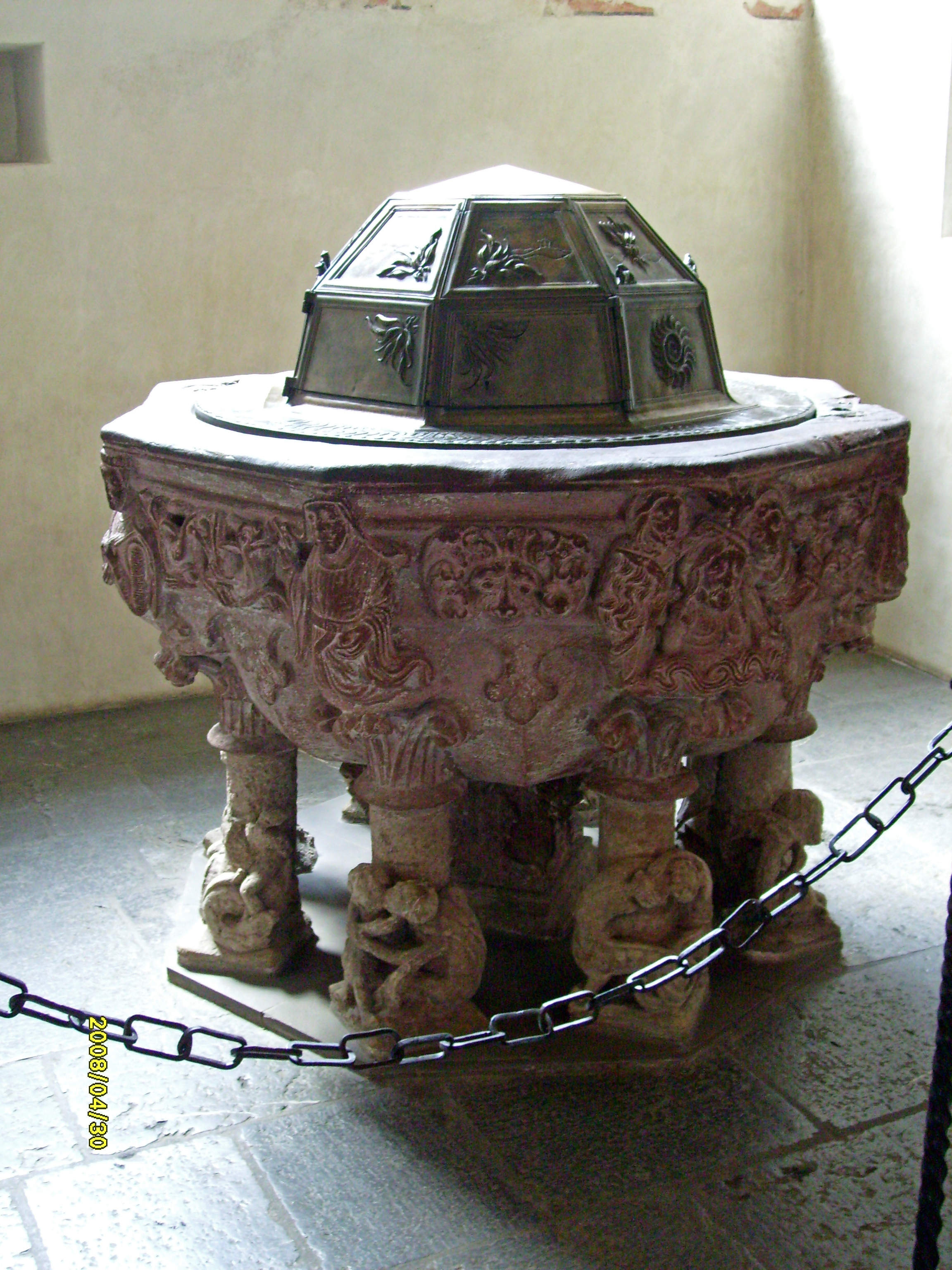
Spätromanisches Taufbecken mit Blattmaske
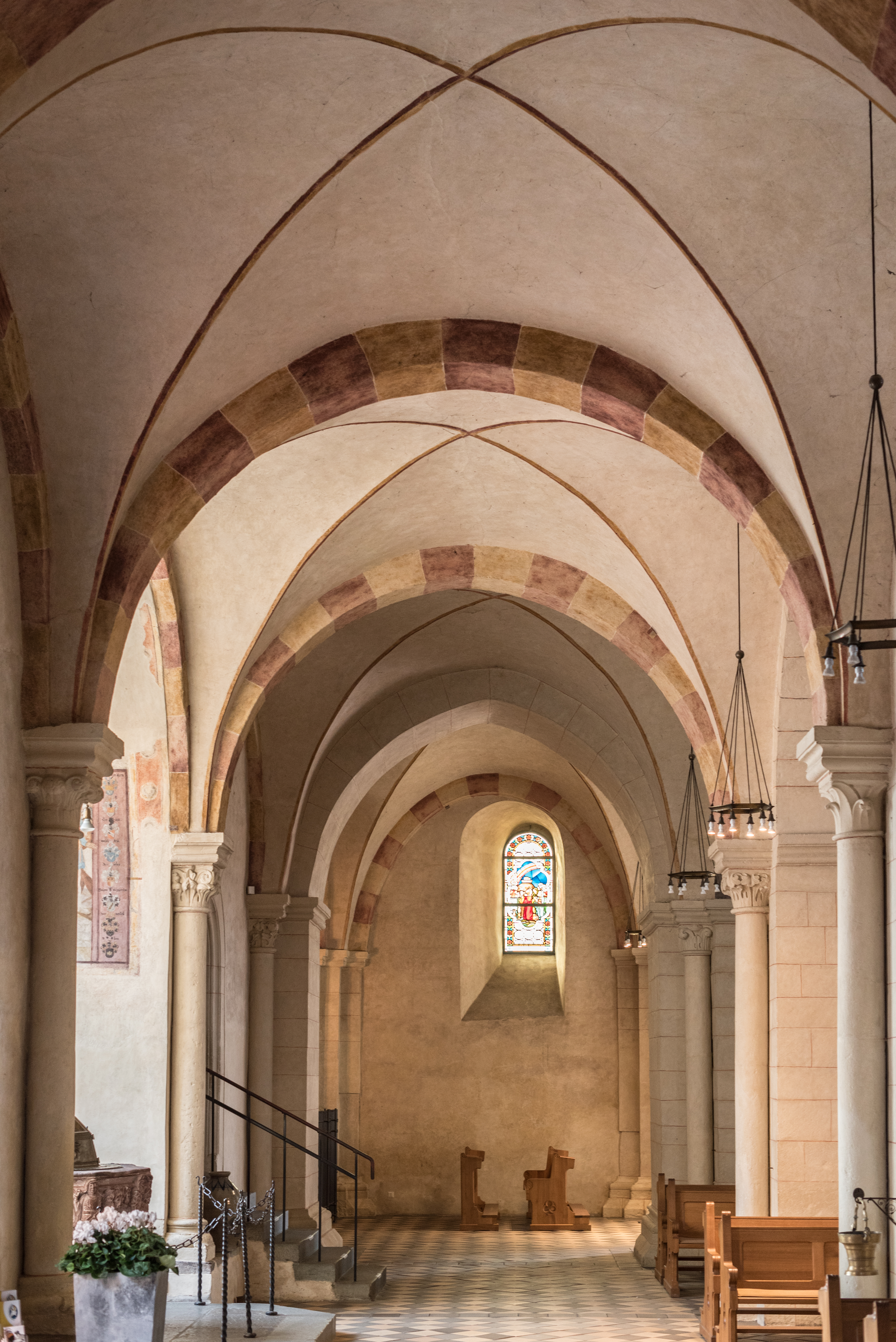
Kreuzgratgewölbe im südlichen Seitenschiff mit westlichem Rundfenster
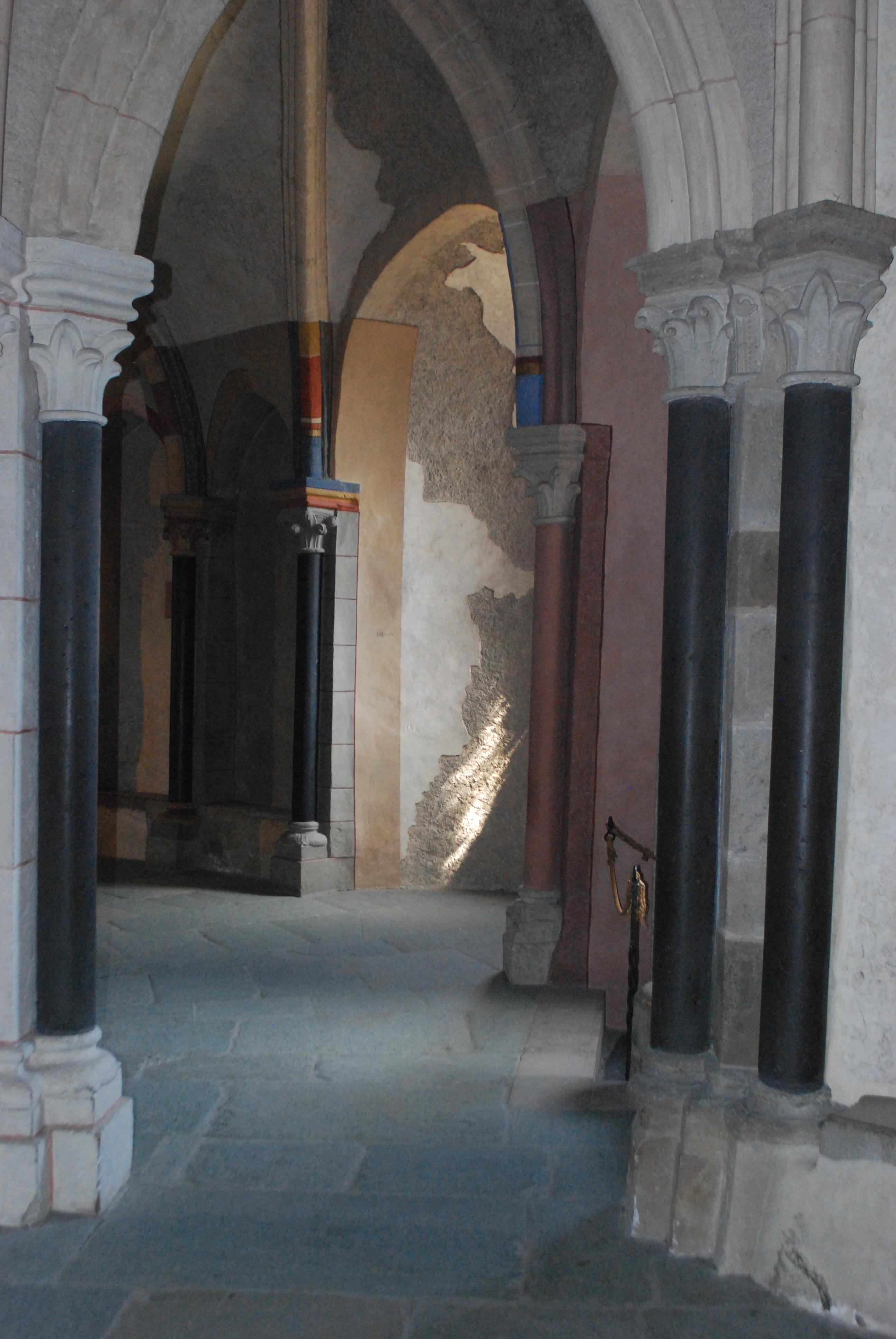
Kreuzrippengewölbe im Chorumgang
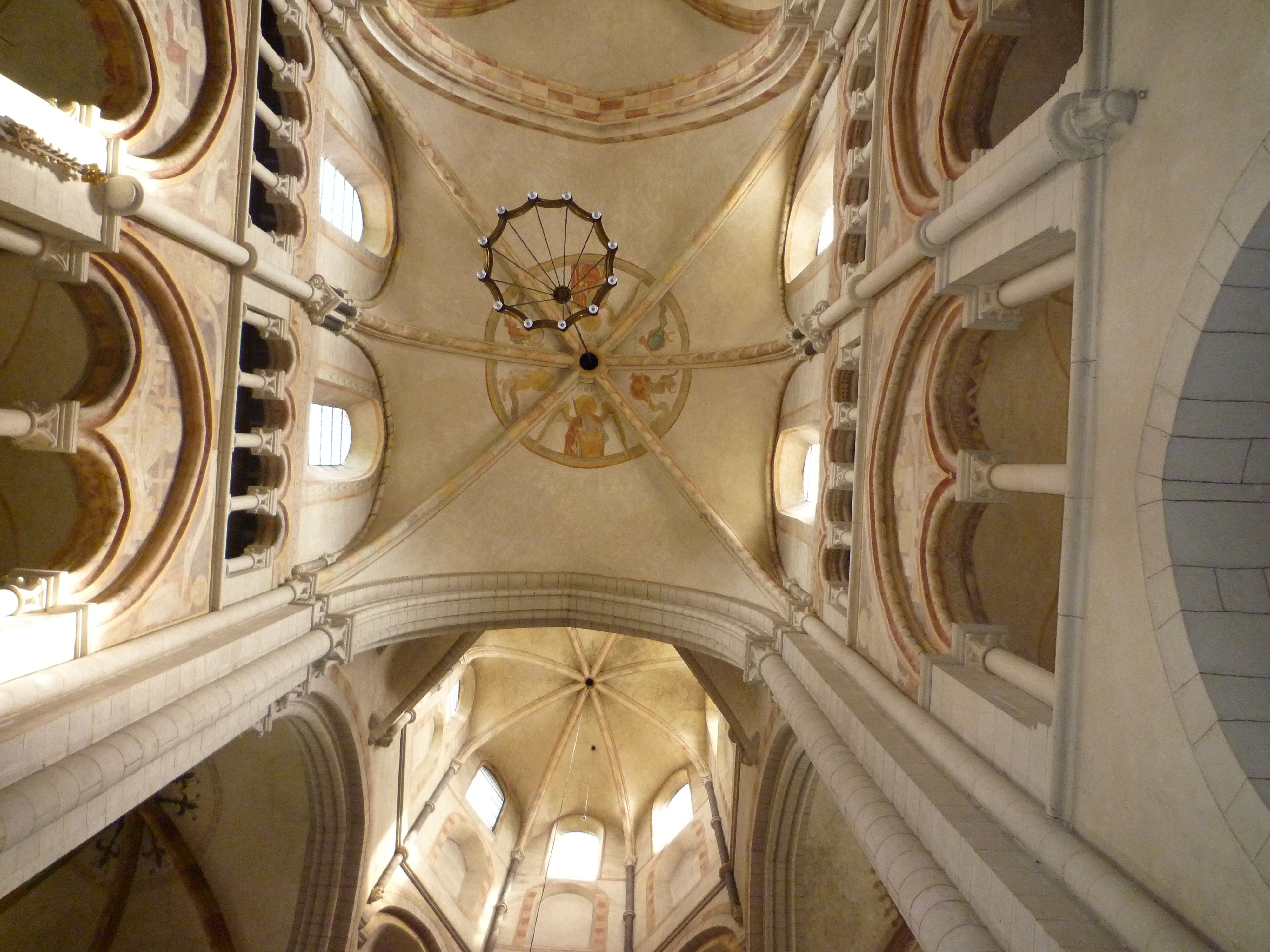
Rippengewölbe von Mittelschiff und Vierung

## Orgel

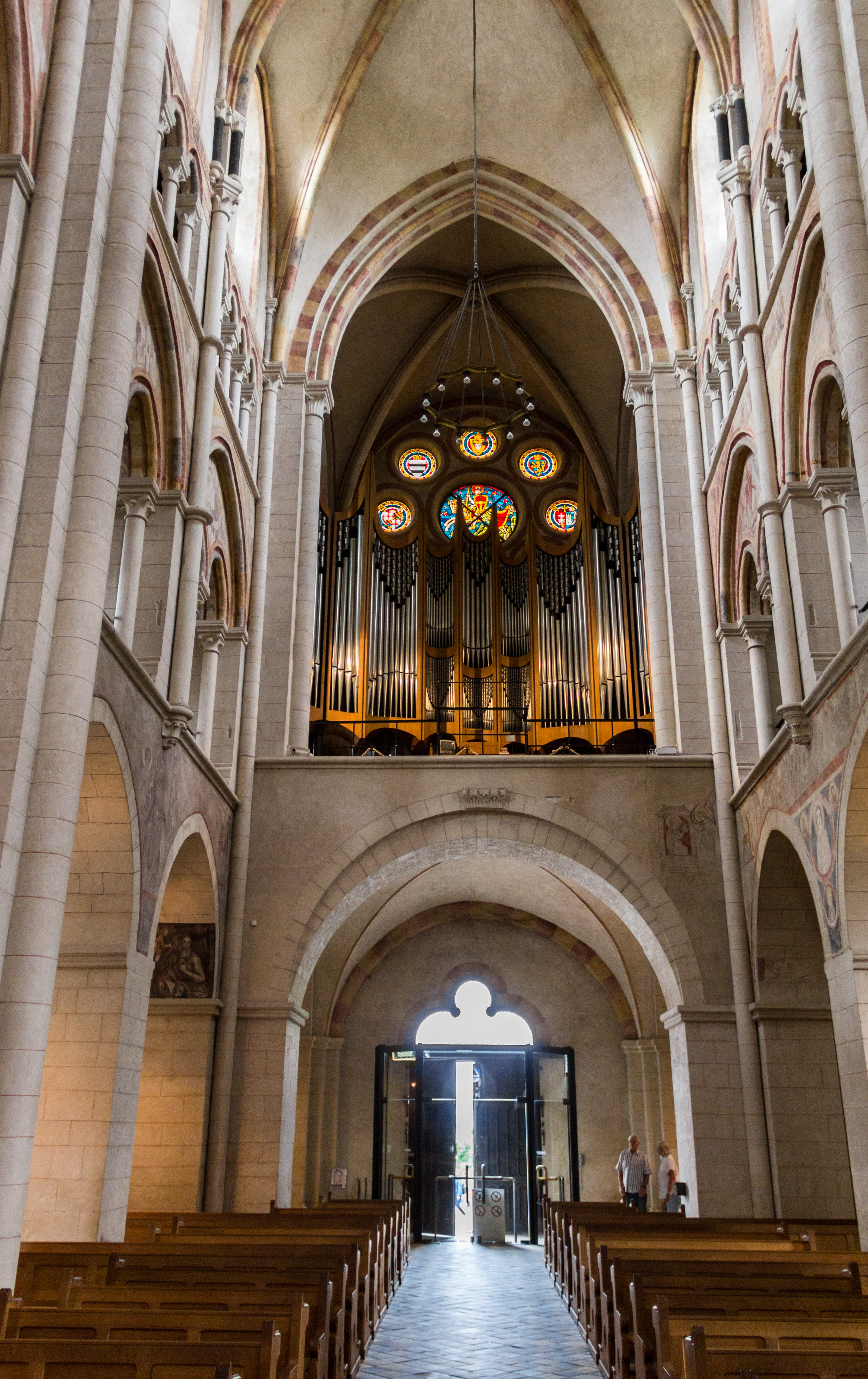
Domorgel von Klais (1978) unter der Westrosette

Bereits 1331 ist das Orgelspiel mehrfach dokumentiert; im Jahr 1443 sind zwei Orgeln bezeugt. Nach mehreren Reparaturen im 16. und 17. Jahrhundert wurde die Hauptorgel 1749 abgebrochen und Johann Christian Köhler schuf ein neues Werk (1750–1752). Die Gebrüder Keller aus Limburg ersetzten in den Jahren 1872 bis 1877 das barocke Gehäuse durch ein neuromanisches, behielten die Register von Köhler aber weitgehend bei. Durch Johannes Klais erfolgte 1912 ein fast vollständiger Neubau hinter dem neoromanischen Prospekt, 1935 ein eingreifender Umbau und 1960 eine Erweiterung durch denselben Orgelbauer im Stil des Neobarock. Dieses Instrument befindet sich seit 1978 in der Propsteikirche St. Pankratius (Oberhausen-Osterfeld) und wurde mit der dortigen Breil-Orgel zu einem neuen Instrument vereint.

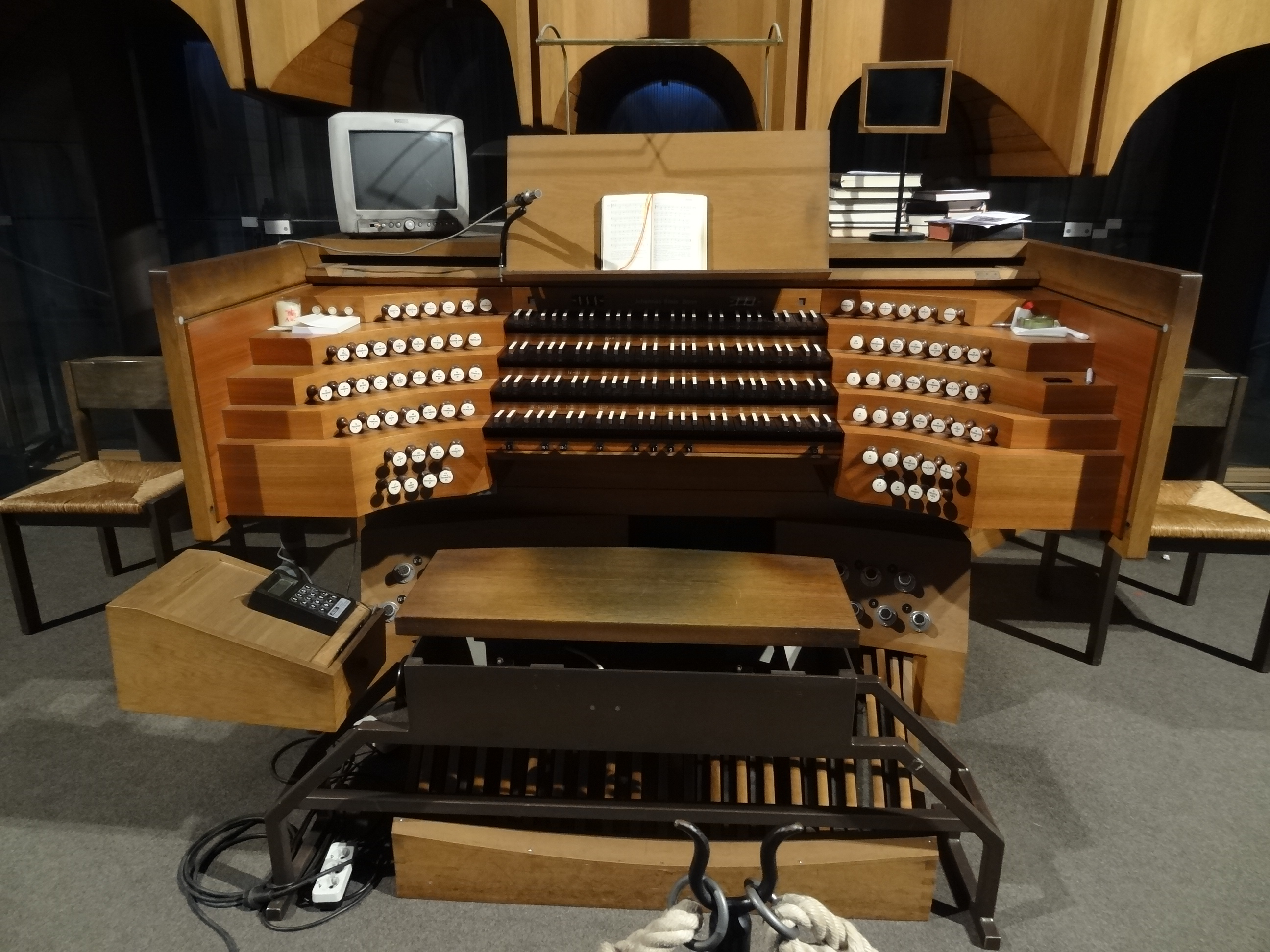
Viermanualiger Spieltisch

Die heutige Domorgel wurde im Jahr 1978 von Klais auf der Westempore hinter einem modernen Prospekt erbaut. Zwei Register von 1912 wurden im Hauptwerk beibehalten (Wienerflöte 8′ und Hohlflöte 4′). Das Instrument verfügt über 60 Register auf vier Manualen und Pedal. Die Spieltrakturen sind mechanisch, die Registertrakturen elektrisch. Im Jahr 2020 wurde das Instrument durch die Orgelmanufactur Vleugels aus Hardheim von Grund auf gereinigt, nachintoniert und mit einer neuen Setzeranlage ausgestattet.
| I Oberwerk C–a3 |                |       |
| 1.              | Praestant      | 8′    |
| 2.              | Holzgedackt    | 8′    |
| 3.              | Quintade       | 8′    |
| 4.              | Principal      | 4′    |
| 5.              | Rohrflöte      | 4′    |
| 6.              | Octave         | 2′    |
| 7.              | Larigot        | 1 ⁄3′ |
| 8.              | Sesquialter II | 2 ⁄3′ |
| 9.              | Scharff IV     | 1′    |
| 10.             | Cor anglais    | 16′   |
| 11.             | Cromorne       | 8′    |
|                 | Tremulant      |       |

| II Hauptwerk C–a3 |             |       |
| 12.               | Praestant   | 16′   |
| 13.               | Principal   | 8′    |
| 14.               | Wienerflöte | 8′    |
| 15.               | Spitzgamba  | 8′    |
| 16.               | Bifaria     | 8′    |
| 17.               | Octave      | 4′    |
| 18.               | Hohlflöte   | 4′    |
| 19.               | Quinte      | 2 ⁄3′ |
| 20.               | Superoctave | 2′    |
| 21.               | Cornet V    | 8′    |
| 22.               | Mixtur V    | 2′    |
| 23.               | Cymbel III  | 1⁄3′  |
| 24.               | Trompete    | 8′    |

| III Schwellwerk C–a3 |                    |       |
| 25.                  | Rohrbourdon        | 16′   |
| 26.                  | Holzprincipal      | 8′    |
| 27.                  | Trichtergedackt    | 8′    |
| 28.                  | Salicional         | 8′    |
| 29.                  | Vox coelestis      | 8′    |
| 30.                  | Octavflöte         | 4′    |
| 31.                  | Viola              | 4′    |
| 32.                  | Waldflöte          | 2′    |
| 33.                  | Fourniture V       | 2 ⁄3′ |
| 34.                  | Basson             | 16′   |
| 35.                  | Trompette          | 8′    |
| 36.                  | Hautbois           | 8′    |
| 37.                  | Clairon harmonique | 4′    |
|                      | Tremulant          |       |

| IV Positiv C–a3 |            |        |
| 38.             | Rohrflöte  | 8′     |
| 39.             | Praestant  | 4′     |
| 40.             | Blockflöte | 4′     |
| 41.             | Nasard     | 2 ⁄3′  |
| 42.             | Principal  | 2′     |
| 43.             | Flageolet  | 2′     |
| 44.             | Terz       | 1 3⁄5′ |
| 45.             | Sifflet    | 1′     |
| 46.             | Acuta III  | 1⁄2′   |
| 47.             | Bärpfeife  | 8′     |
|                 | Tremulant  |        |

| Pedal C–g1 |               |        |
| 48.        | Untersatz     | 32′    |
| 49.        | Principal     | 16′    |
| 50.        | Subbass       | 16′    |
| 51.        | Octave        | 8′     |
| 52.        | Spielflöte    | 8′     |
| 53.        | Quinte        | 5 1⁄3′ |
| 54.        | Superoctave   | 4′     |
| 55.        | Trichterflöte | 4′     |
| 56.        | Rohrgedackt   | 2′     |
| 57.        | Hintersatz V  | 4′     |
| 58.        | Posaune       | 16′    |
| 59.        | Holztrompete  | 8′     |
| 60.        | Schalmey      | 4′     |

- Koppeln: I/II, III/II, IV/II, III/I, IV/I, IV/III, I/P, II/P, III/P, IV/P
- Spielhilfen: 100 Ebenen mit jeweils 10.000 Setzerkombinationen; Registerfessel, Glockenspiel im vierten Manual, Crescendo-Walze, Schwelltritte für III. und IV. Manual

## Glocken

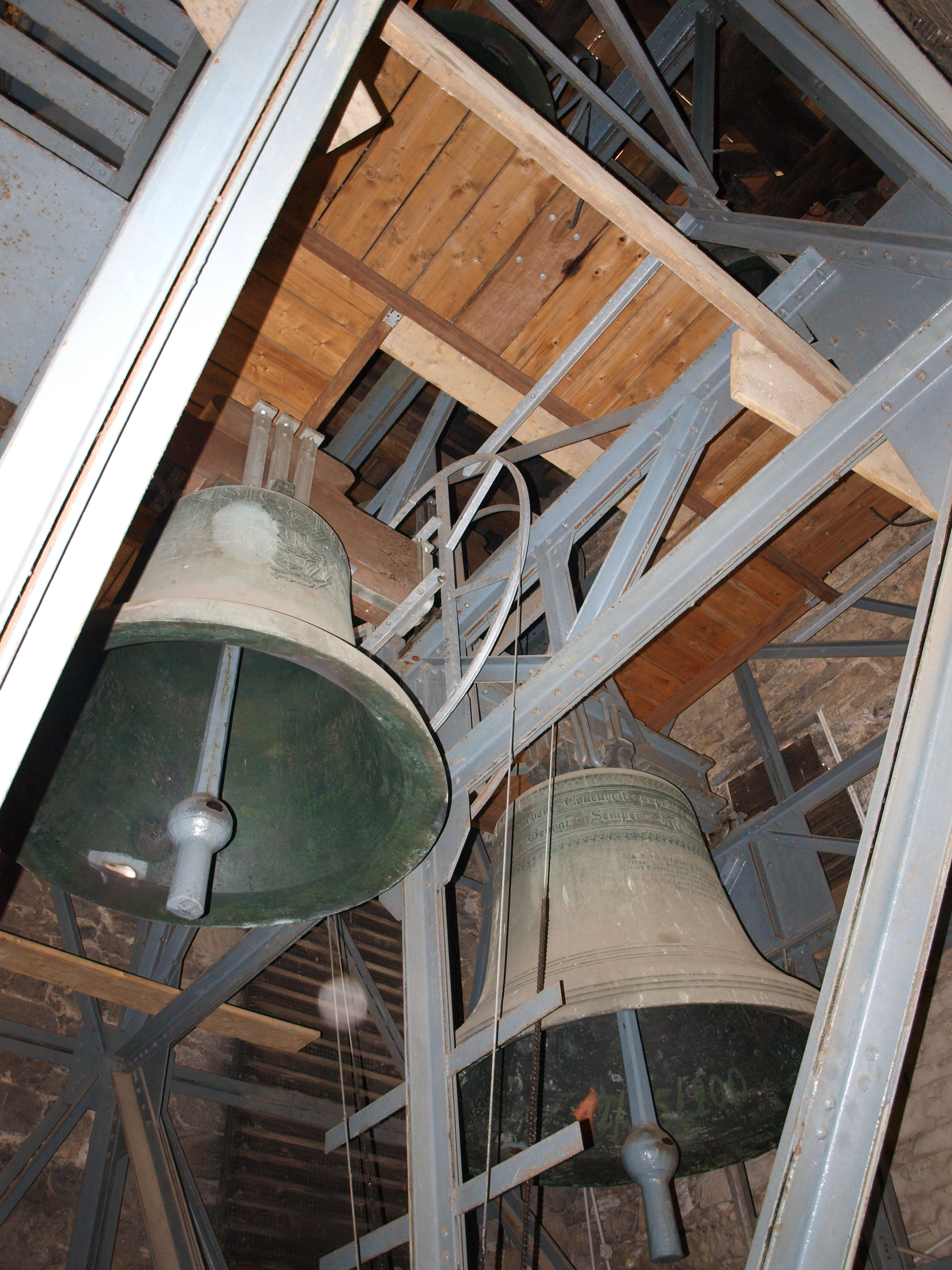
Glockenstuhl mit den beiden größten Glocken

Bis zum Jahre 1907 verfügte der Dom über einen Bestand von neun Glocken. Im Nordturm war das kleine, vierstimmige Geläut untergebracht; die Glocken stammten aus den Jahren 1722 (dem heiligen Joseph geweiht), 1838, 1840 (der Gottesmutter geweiht), eine Glocke war undatiert. Im Südturm hingen die heute noch vorhandene Uhrglocke von 1447 sowie ein vierstimmiges großes Geläut, von dem heute noch die älteste Glocke aus der ersten Hälfte des 13. Jahrhunderts vorhanden ist; sie wird heute Sturmglocke, kurz Sterm, genannt. Im Übrigen hingen im Südturm die große sog. Elfuhrglocke (der Gottesmutter geweiht), die sog. Siebenuhrglocke (den Evangelisten geweiht) (beide von Jacob de Grimm), sowie eine dem Hl. Georg geweihte sog. Achtuhrglocke aus dem Jahre 1418.
In den Jahren 1906/07 erfuhr das Geläut eine grundlegende Veränderung, um zum einen den musikalischen Vorstellungen der Zeit und zum anderen den liturgischen Erfordernissen einer Domkirche zu entsprechen. Die Achtuhrglocke und die beiden Grimm-Glocken kamen nach Siershahn; letztgenannte sind dort erhalten geblieben. Ebenfalls erhalten ist die Marienglocke von 1840, die nach Kemel gelangte. Die alte Sturmglocke stellte man im Diözesanmuseum Limburg ab. Schließlich sollten alle Glocken mit ihren als „vollständig mißrathen“ empfundenen Klangbildern aus den Domtürmen verbannt sein. Die Glockengießerei Carl Edelbrock schuf ein Großgeläut aus sechs Glocken mit einem Gesamtgewicht von über elf Tonnen, das im Südturm aufgehängt wurde. Die Glocken trugen die Namen Georg, Salvator, Maria, Joseph, Nikolaus und Bernhard. Die im Jahre 1920 an das Kloster Arnstein abgegebene Uhrglocke wurde 1926 wieder zurückgebracht und in ihrer Bestimmung als Schlagglocke im obersten Fenster des Südturmdaches aufgehängt. Während im Ersten Weltkrieg das Geläut von der Ablieferung zurückgestellt wurde, blieben im Zweiten Weltkrieg nur die große St.-Georgs-Glocke (1,91 Meter Durchmesser) und die kleine St.-Bernhards-Glocke (0,91 Meter Durchmesser) verschont. Die entstandene Lücke wurde 1949 von der gleichen Gießerei Petit & Gebr. Edelbrock wieder aufgefüllt und diesmal um eine zusätzliche Glocke erweitert. Seit 1986 hängt die Sturmglocke im verbliebenen Glockenstuhl des Nordturms zusammen mit der Uhrglocke, die dafür erstmals läutbar gemacht wurde.
Die Uhrglocke wurde zur Taufglocke und läutet bei jedem Taufgottesdienst während der Taufhandlung vom Übergießen mit Wasser bis zum Empfang des Lichtes Christi. Außerdem ist sie Bestandteil von Teilgeläuten in der Weihnachtszeit sowie bei der Erstkommunion. Die Sturmglocke läutet zu den Karmessen in der Heiligen Woche sowie zu den Laudes am Gründonnerstag. Das volle Geläut aller zehn Glocken erklingt ausschließlich vor und nach dem Pontifikalamt am Ostersonntag. Das große achtstimmige Plenum der Südturmglocken ist für die Hochfeste Weihnachten, Epiphanie, das Gloria an Gründonnerstag und in der Osternacht, für Pfingsten und das Georgsfest, für das Domkirchweihfest und die Weihegottesdienste bestimmt.
Im Jahr 2019 wurde eine weitere Läuteglocke gegossen und im Turm aufgehängt. Sie ist der Hl. Katharina Kasper geweiht.

### Geläut im Südwestturm
| Nr. | Name             | Gussjahr | Gießer, Gussort                  | Durchmesser (mm, ca.) | Gewicht (kg) | Schlagton (a1=435 Hz) | Läutedienst (Bsp.)                                                                                     |
| 1   | Georg            | 1906     | Petit & Gebr. Edelbrock, Gescher | 1.910                 | 4.466        | a0 ± 0⁄16             | Vorläuten und hl. Wandlung Hochfest                                                                    |
| 2   | Salvator         | 1949     | Petit & Gebr. Edelbrock, Gescher | 1.600                 | 2.534        | c1 − 2⁄16             | Vorläuten und hl. Wandlung Sonn- und Festtage, Sterbestunde Christi freitags 15 Uhr (außer Osteroktav) |
| 3   | Maria            | 1949     | Petit & Gebr. Edelbrock, Gescher | 1.410                 | 1.734        | d1 − 1⁄16             | Angelusläuten 18 Uhr                                                                                   |
| 4   | Josef            | 1949     | Petit & Gebr. Edelbrock, Gescher | 1.240                 | 1.137        | e1 − 2⁄16             | Vorläuten Josefsfest                                                                                   |
| 5   | Konrad Kurzbold  | 1949     | Petit & Gebr. Edelbrock, Gescher | 1.170                 | 998          | f1 − 2⁄16             | Angelusläuten 7, 12 Uhr                                                                                |
| 6   | Nikolaus         | 1949     | Petit & Gebr. Edelbrock, Gescher | 1.030                 | 648          | g1 − 2⁄16             | Priesterdonnerstag                                                                                     |
| 7   | Bernhard         | 1906     | Petit & Gebr. Edelbrock, Gescher | 910                   | 468          | a1 + 1⁄16             | – |
| 8   | Katharina Kasper | 2019     | Petit & Gebr. Edelbrock, Gescher |                       | 380          | c2                    | – |

### Geläut im Nordwestturm
| Nr. | Name               | Gussjahr      | Gießer, Gussort | Durchmesser (mm, ca.) | Gewicht (kg) | Schlagton (a1=435 Hz) | Läutedienst (Bsp.) |
| I   | Sturmglocke, Sterm | 1. H. 13. Jh. | unbekannt       | 1.031                 | ca. 570      | g1 ± 2⁄16             | Wochentag Karwoche |
| II  | ehem. Uhrglocke    | 1447          | unbekannt       | 673                   | ca. 260      | dis2 − 7⁄16           | Taufhandlung       |

## Pfarrkirche
Der Limburger Dom ist die Pfarrkirche der zum 1. Januar 2023 neu errichteten Pfarrei „Heilige Katharina Kasper Limburger Land (Sitz: Limburg a. d. Lahn)“.
Der Pfarrer der Domkirche ist gemäß Statuten des Limburger Domkapitels einer von vier residierenden Kapitularen des Limburger Kapitels. Das Domkapitel besteht aus dem Domdekan und insgesamt sechs Kapitularen.

## Rezeption
Der Limburger Dom war auf der Rückseite des 1000-DM-Scheins der dritten Serie abgebildet. Die Scheine mit dem Limburger Motiv wurden ab Ende Juli 1964 ausgegeben und ab 1992 durch die 1000-DM-Scheine der vierten (und letzten) Serie ersetzt.
Die Deutsche Bundespost gab am 7. Mai 1985 aus Anlass des Jubiläums 750 Jahre Limburger Dom eine 60-Pfennig-Sonderbriefmarke mit einer Auflage von 28,8 Millionen Stück heraus. 1989 wurde sie vom Weltpostverein als „Die schönste Briefmarke der Welt“ bezeichnet.
Gemeinsam mit der Alten Lahnbrücke in Limburg ist der Dom das bekannteste Limburger Fotomotiv.
Im Rahmen einer Abstimmung des Hessischen Rundfunks wurde der Limburger Dom im Jahr 2011 zur schönsten Kirche Hessens gewählt.

## Friedhof
Nordwestlich des Doms, an der Michaelskapelle, liegt der Domherrenfriedhof, ebenfalls ein Kulturdenkmal.